# Saint-Maurice-sur-Huisne
Saint-Maurice-sur-Huisne is een plaats en voormalige gemeente in het Franse departement Orne (regio Normandië) en telt 72 inwoners (2009). De plaats maakt deel uit van het arrondissement Mortagne-au-Perche. Saint-Maurice-sur-Huisne is op 1 januari 2016 gefuseerd met de gemeenten Boissy-Maugis, Courcerault en Maison-Maugis tot de gemeente Cour-Maugis sur Huisne. 

## Geografie
De oppervlakte van Saint-Maurice-sur-Huisne bedraagt 4,4 km², de bevolkingsdichtheid is dus 16,4 inwoners per km².
De onderstaande kaart toont de ligging van Saint-Maurice-sur-Huisne met de belangrijkste infrastructuur en aangrenzende gemeenten.

## Demografie
Onderstaande figuur toont het verloop van het inwonertal (bron: INSEE-tellingen).